# Favites complanata
Favites complanata là một loài san hô trong họ Faviidae. Loài này được Ehrenberg mô tả khoa học năm 1834.